# 安城市立桜井小学校
安城市立桜井小学校（あんじょうしりつ さくらいしょうがっこう）は、愛知県安城市小川町にある公立小学校。

## 概要
- 小川町、木戸町、寺領町、野寺町、姫小川町、藤井町、桜井町（雨池下、稲荷西、稲荷東、五ヶ野、小三尻、新田、伝佐、塔見塚、咽首、蜂ヶ尻、林、半抜）が校区であり、公立中学校の進学先は安城市立桜井中学校である[1]。
- 旧・碧海郡桜井町の小学校であり、1960年に桜井町の3つの小学校（桜井北部小学校、桜井中部小学校、桜井南部小学校）を統合して開校。以降は桜井町唯一の小学校であった。安城市に編入後、安城市立桜林小学校を分離している。

## 沿革
- 1960年（昭和35年）9月30日 - 桜井町立桜井北部小学校、桜井町立桜井中部小学校、桜井町立桜井南部小学校を統合し、桜井町立桜井小学校として開校。校地校舎は旧・桜井町立桜井中部小学校を転用する。
- 1962年（昭和37年）
  - 6月1日 - 本館（鉄筋コンクリート造）が完成する。
  - 8月31日 - 校舎（木造平屋建）が完成する。
  - 11月30日 - 新校舎が完成する。
- 1968年（昭和38年）12月3日 - 校舎（木造平屋建）が完成する。
- 1964年（昭和39年）11月3日 - 体育館が完成する。
- 1967年（昭和42年）
  - 4月1日 - 桜井町が安城市に編入される。同時に安城市立桜井小学校に改称する。
  - 7月16日 - プールが完成する。
- 1970年（昭和45年）3月1日 - 東館（鉄筋コンクリート造2階建）が完成する。
- 1973年（昭和48年）11月19日 - 東館を2階建から3階建に増築する。
- 1976年（昭和51年）8月30日 - 南館が完成する。
- 1981年（昭和56年）4月1日 - 安城市立桜林小学校を分離する。
- 1982年（昭和57年） - 木造校舎を解体する。
- 1997年（平成9年）6月7日 - 新プールが完成する。
- 2008年（平成20年）4月1日 - 現在地に校舎が完成し、移転する。
- 2010年（平成22年）9月25日 - 開校50周年記念式典を行う。

### 旧・桜井北部小学校
- 1908年（明治41年）3月21日開校。廃校時の所在地は碧海郡桜井町大字桜井字桜林15（現在の桜井神社の南西付近）。

### 旧・桜井中部小学校
- 1908年（明治41年）3月21日開校。廃校時の所在地は碧海郡桜井町大字姫小川字芝山31。跡地の一部は桜井中央公園となっている。

### 旧・桜井南部小学校
- 1908年（明治41年）3月21日開校。廃校時の所在地は碧海郡桜井町大字寺領字久後18。

## 交通アクセス
- 名鉄西尾線南桜井駅下車、徒歩約15分。
- 名鉄西尾線桜井駅下車、徒歩約22分。
- あんくるバス桜井西線「御林」バス停より徒歩約7分。

## 周辺施設
- 愛知県立安城特別支援学校
- 安城市立桜井中学校
- 小川保育園
- 桜井中央公園　※2008年3月までの桜井小学校の所在地
- 姫小川古墳
- アイシン安城第1・第2工場
- アイシン小川工場
- 名鉄西尾線南桜井駅